# بيت برينان
بيت برينان (بالإنجليزية: Pete Brennan)‏ مواليد 23 سبتمبر 1936 في بروكلين - الوفاة 8 يونيو 2012، كان لاعب كرة سلة أمريكي. بدأ مسيرته الاحترافية في سنة 1958. تم اختياره من قبل فريق نيويورك نيكس خلال الدرافت. بلغ طوله 6 قدم 6 بوصة (2.0 م). اعتزل اللعب في 1959.

## روابط خارجية
- بيت برينان على موقع إن بي أي (الإنجليزية)
- بيت برينان على موقع سبورتس رفرنس (الإنجليزية)
- بيت برينان على موقع كلية كرة السلة في سبورتس رفرنس.كوم (الإنجليزية)
- بيت برينان على موقع ريلجم (الإنجليزية)
- بيت برينان على موقع بروبوليرز (الإنجليزية)
- بيت برينان على موقع قاعة كارولاينا الشمالية للمشاهير الرياضية (الإنجليزية)